# Regime ipersonico

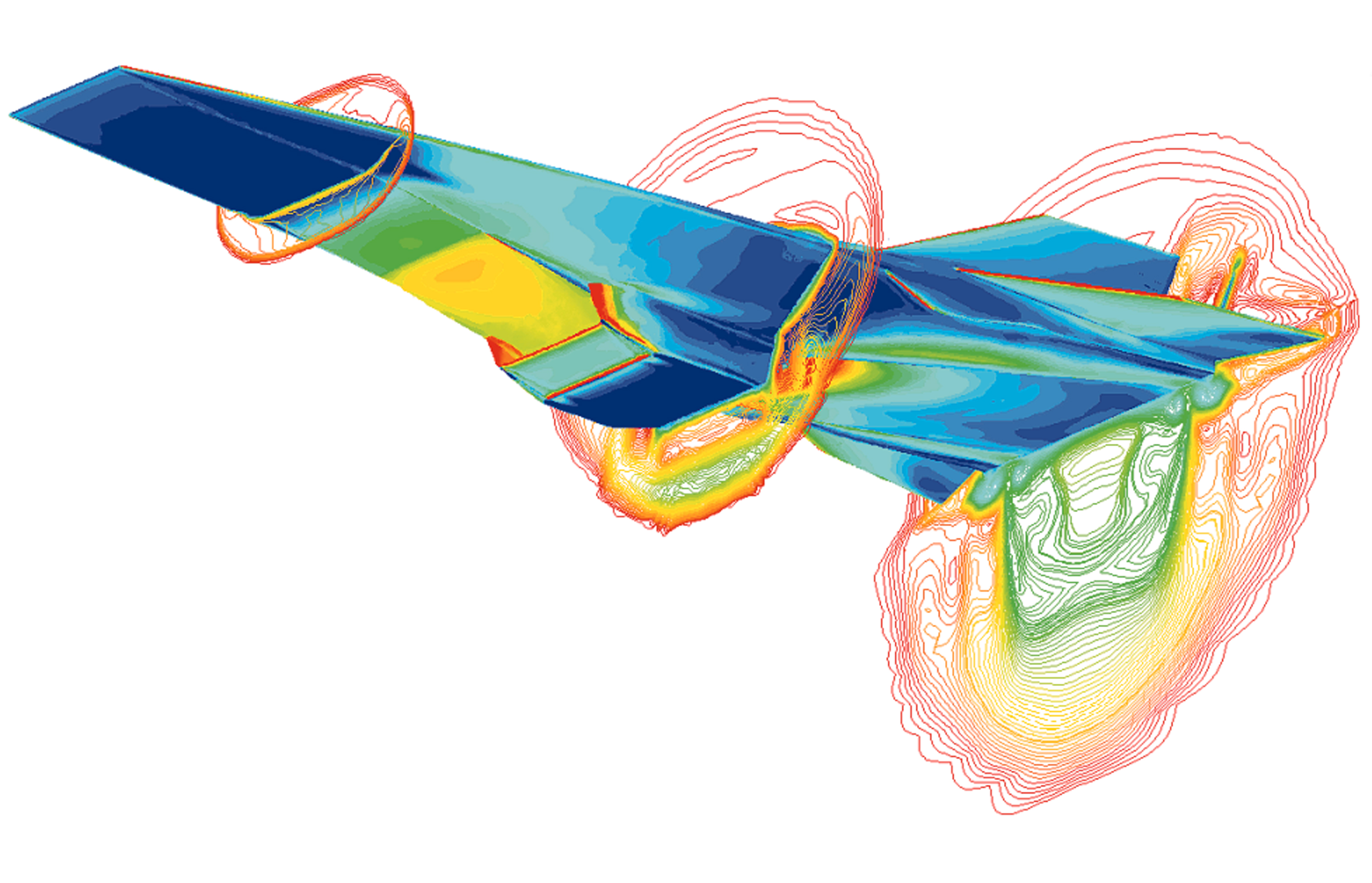
Il Boeing X-43 alla velocità di Mach 7

Un problema di fluidodinamica o aerodinamica viene generalmente considerato in regime ipersonico per velocità caratteristiche del campo di moto maggiori di circa cinque volte la velocità del suono nel fluido considerato. Si dice anche che tali velocità hanno un numero di Mach maggiore di 5.
I fenomeni di flusso ipersonico sono in particolare caratterizzati da fenomeni di interazione viscosa, in quanto la viscosità ha forte influenza sul flusso esterno e sulle onde d'urto. Le onde d'urto possono alterare chimicamente l'aria o il gas circostante, creando un plasma parzialmente ionizzato, con raggiungimento di elevate temperature (riscaldamento aerodinamico).
Considerando le precedenti definizioni, il concetto di "regime ipersonico" risulta difficilmente comprensibile, considerando il fatto che non si rilevano cambiamenti fisici tali da renderlo diverso dal flusso supersonico. In generale, una particolare combinazione di fenomeni si registra a circa 5 Mach. Il regime ipersonico viene anche definito come la velocità alla quale i motori ramjet non producono più spinta, ma è di nuovo una definizione ambigua, dal momento che essi possono venire modificati per operare anche in regimi ipersonici (i cosiddetti scramjet).
La NASA ha raggiunto il regime ipersonico con aerei sperimentali senza pilota con propulsione a razzo arrivando a Mach 7 e Mach 10 registrando il record mondiale di velocità con il prototipo X-43. Il prossimo obiettivo della NASA sarà quello di raggiungere Mach 15.

## Descrizione

### Caratteristiche
Mentre la definizione di flusso ipersonico può sembrare piuttosto ambigua e criticabile (soprattutto a causa della relativa continuità nel passaggio tra regimi supersonici e ipersonici), esso è caratterizzato da una serie di fenomeni fisici che non vengono riscontrati in altri regimi; tali fenomeni riguardano in particolare:
- Il fronte dell'onda d'urto: all'aumentare dei Mach, la densità dell'onda d'urto aumenta e il suo volume diminuisce per la legge della conservazione della massa; di conseguenza, anche il fronte dell'onda d'urto diminuisce.
- L'entropia, che aumenta nella zona del fronte d'urto come risultato di un alto gradiente entropico e forti flussi vorticosi che interagiscono nello strato limite.
- L'interazione viscosa: una parte dell'elevata energia cinetica associata ai regimi ipersonici si trasforma in energia interna del fluido a causa di effetti viscosi; questo aumento di energia interna si traduce nell'aumento della temperatura. Benché il gradiente di pressione perpendicolare al flusso all'interno dello strato limite sia pari a zero, l'aumento della temperatura coincide con una diminuzione della densità di questo strato, che si può espandere e fondere con l'onda d'urto.
- Le alte temperature raggiunte per l'interazione viscosa, che causano degli squilibri chimici nell'ambiente circostante, come ad esempio dissociazioni e ionizzazioni di molecole, attraverso dei moti convettivi e per irraggiamento.

### Effetti ipersonici
Il regime ipersonico è caratterizzato da un certo numero di effetti che non sono riscontrabili nelle normali situazioni di regimi subsonici; questi effetti dipendono in primo luogo dalla velocità e dalla conformazione del veicolo in esame.
Il raggiungimento di velocità ipersoniche, sebbene sia effettuato ad altitudini elevate dove la densità dell'aria è minore che a livello del mare, determina un aumento della temperatura e, di conseguenza, produce il surriscaldamento, causato dall'attrito, dell'intero velivolo, che deve essere costruito con materiali che sopportino temperature molto alte.

### Gruppi adimensionali del regime ipersonico
La descrizione dei flussi aerodinamici si basa su un certo tipo di parametri, detti gruppi adimensionali, che permettono di semplificare e ridurre il numero di casi possibili da analizzare. Nel caso di flussi transonici, il numero di Mach e il numero di Reynolds ne permettono un'agevole classificazione.
Anche il regime ipersonico richiede tali parametri: innanzitutto, l'equazione che governa l'angolo dell'onda d'urto tende a diventare indipendente dal numero di Mach dai 10 Mach in avanti; in secondo luogo, la formazione di intense onde d'urto attorno al corpo in volo indica che il numero di Reynolds diviene meno rilevante nella descrizione dello strato limite del corpo (benché resti comunque importante); infine, le elevate temperature del regime ipersonico segnalano l'importanza degli effetti dei gas reali. Per quest'ultimo motivo, lo studio del regime ipersonico è spesso denominato "aerotermodinamica".
L'introduzione dei gas reali richiede un numero superiore di variabili necessarie alla descrizione dello stato del gas: mentre un gas stazionario è caratterizzato da tre parametri (la pressione, la temperatura e il volume) e un gas in movimento da quattro (i tre precedenti più la velocità), un gas a elevate temperature e in equilibrio chimico richiede delle equazioni di stato per ogni suo componente, mentre un gas non in equilibrio è descritto da queste equazioni se si aggiunge un'ulteriore variabile, cioè il tempo. Tutto questo significa che per descrivere un flusso non all'equilibrio in ogni istante temporale servono tra le 10 e le 100 variabili; inoltre, si deve ricordare che un flusso ipersonico rarefatto (solitamente caratterizzato da un numero di Knudsen superiore a uno) non segue le equazioni di Navier-Stokes.
I regimi ipersonici vengono solitamente classificati in base alla loro energia totale, espressa come entalpia totale (in MJ/kg), pressione totale (in kPa o MPa), pressione di stagnazione (sempre in kPa o MPa), temperatura di stagnazione (in K), o velocità (in km/s).

## Regimi ipersonici
Il regime ipersonico può venire approssimativamente separato in cinque differenti sotto-regimi, anche se i confini di ciascuno di essi possono risultare molto labili.

### Gas perfetto
In questa situazione, il gas è considerato perfetto e il regime è ancora fortemente influenzato dal numero di Mach; le simulazioni iniziano a dipendere maggiormente dall'uso di una temperatura-limite costante, piuttosto che da un limite adiabatico; il limite inferiore di questo regime si trova a circa 5 Mach (quando i Ramjet divengono inefficienti), mentre quello superiore intorno ai 10-12 Mach.

### Gas perfetto a due temperature
È un caso particolare del precedente regime, in cui il gas è chimicamente perfetto, ma le temperature rotazionali e vibrazionali del gas vengono considerate separate, portando all'elaborazione di due differenti modelli di temperatura.

### Gas dissociato
In questo regime, i gas multimolecolari iniziano a dissociarsi nel momento in cui vengono a contatto con l'onda d'urto generata dal corpo e il tipo di gas considerato diviene importante per gli effetti del flusso. La superficie di catalisi, e di conseguenza anche il tipo di materiale utilizzato, gioca un ruolo fondamentale nel calcolo della superficie che si riscalda. L'inizio di questa fase corrisponde al momento in cui il primo componente del gas inizia a dissociarsi nel punto di stagnazione del flusso, il termine si ha quando gli effetti della ionizzazione iniziano ad essere rilevanti.

### Gas ionizzato
La popolazione di elettroni ionizzati diviene significativa, e le sue caratteristiche debbono essere studiate separatamente da quelle dei rimanenti componenti del gas. Questo regime si manifesta per velocità di circa 10–12 km/s e i gas presenti vengono considerati come plasmi non radianti.

### Regime dominato dalla radiazione
Oltre i 12 km/s, il trasferimento di calore al corpo in movimento cessa di avvenire tramite conduzione e diviene per irraggiamento; i modelli di gas per questo regime si dividono in due classi:
- gas trasparenti, ovvero gas che non riassorbono la radiazione da loro stessi emessa;
- gas opachi, per i quali la radiazione deve essere considerata un'ulteriore fonte di energia; questo tipo di gas risulta estremamente difficile da studiare, dato il numero esponenziale di calcoli necessari alla descrizione della radiazione in ogni punto del gas.

### Altri regimi aerodinamici
- regime subsonico Ma < 0,9
- regime transonico Ma > 0,9 Ma < 1,3
- regime supersonico Ma > 1,3 Ma < 5
- supercrociera
- regime ipersonico Ma > 5